# First Live Recordings
First Live Recordings es un álbum de dos volúmenes lanzado el 29 de enero de 1979 por los expedientes que contienen Pickwick en actuaciones en directo de The Beatles. Adrian Barber, el director de escena en el Star Club en Hamburgo (Alemania), siguiendo instrucciones de King Size Taylor, el líder de The Dominoes, otro grupo de Liverpool, registró esta en una grabadora de cinta Grundig en casa a las 3:45 p. m. en diciembre de 1962, probablemente durante tres actuaciones en Star Club de Hamburgo los días 25, 28 o 29 y 30 de diciembre. Aunque incluso los Beatles pensó que la calidad del sonido era demasiado pobre para cualquier cosa que se hizo de la grabación, Lingasong Records gastaron unos 100.000 dólares en reconstruir el sonido de la grabación y convertirla en 16 pistas. El resultado de su esfuerzo es esta grabación. Esta grabación incluye Ringo Starr en la batería, haciendo de ésta la primera grabación en directo de The Beatles. Esta misma grabación fue lanzada previamente como Live! at the Star-Club in Hamburg, Germany; 1962 por Lingasong Records. La versión de Pickwick Records se ha modificado ligeramente para permitir un mayor protagonismo en las voces.
Dos canciones del set, "Be-Bop-A-Lula" y "Halleluja, I Love Her So", se caracterizan en que The Beatles realizar la instrumentación, mientras que el camarero del Star-Club, Horst Fascher proporciona las voces. Otro corte, la única pista en el aparato para no aparecer en la publicación de Lingasong Records original fue, "Hully Gully," porque no incluye a The Beatles en absoluto. Más bien, se trata de una grabación de Cliff Bennett y The Rebel Rousers que realizaron en el club esa misma noche.

## Volumen Uno
1. "Where Have You Been All My Life" (Cynthia Weil/Barry Mann) – 1:55
2. "A Taste of Honey" (Bobby Scott/Rick Marlow) – 1:40
3. "Your Feets Too Big" (Ada Benson/Fred Fisher) – 2:20
4. "Mr. Moonlight" (R. Johnson) – 2:05
5. "Bésame Mucho" (T. Velasquez) – 2:35
6. "I'm Gonna Sit Right Down and Cry (Over You)" (J. Thomas/H. Biggs) – 2:40
7. "Be-Bop-A-Lula" (G. Vincent/T. Davis) – 2:28
8. "Halleluja I Love Her So" (Ray Charles) – 2:08
9. "'Till There Was You" (Meredith Willson) – 1:59
10. "Sweet Little Sixteen" (Chuck Berry) – 2:44
11. "Little Queenie" (Chuck Berry) – 3:53
12. "Kansas City/Hey Hey Hey Hey" (J. Leiber/M. Stoller/R. Penniman) – 2:09
13. "Hully Gully" (F. Smith/C. Goldsmith) – 1:39

## Volumen Dos
1. "Ain't Nothing Shakin'" (Fontaine, Colacrai, Lampert, Gluck) – 1:14
2. "Everybody's Trying to Be My Baby" (Carl Perkins) – 2:23
3. "Matchbox" (Carl Perkins) – 2:33
4. "Talking 'Bout You" (Ray Charles) – 1:47
5. "Long Tall Sally" (E. Johnson/R. Penniman) – 1:45
6. "Roll Over Beethoven" (Chuck Berry) – 2:12
7. "Hippy Hippy Shake" (Chan Romeo) – 1:40
8. "Falling in Love Again" (S. Lerner/F. Hollander) – 1:59
9. "Lend Me Your Comb" (Twomey/Wyse/Weisman) – 1:44
10. "Sheila" (Tommy Roe) – 1:55
11. "Red Sails in the Sunset" (Jimmy Kennedy y Hal Williams) – 2:00
12. "To Know Her Is to Love Her" (Phil Spector) – 3:01
13. "Shimmy Shake" (Joe South y Billy Land) – 2:16
14. "I Remember You" (Johnny Mercer y Victor Schertzinger) – 1:55

- Datos: Q1942832